# Обертон
Всеки тон звучи в съчетание с още много други, по-високи от него, наречени обертонове (нем. Obertöne; англ. Overtone). Те се получават в резултат на това, че звуковъзпроизвеждащото тяло, освен с цялата си маса, трепти и с нейните части. Така при трептенето на цялата маса се получава главният, основният тон. Този тон звучи най-силно и се възприема като единствен. От трептенето на половината маса се получава друг – по-висок, от половината на половината – друг. Те се наричат обертонове. Натуралният ред на обертоновете е следният: ако вземем за пръв тон до от голяма октава C, c, g, c1, e1, g1, b1 (си бемол), c2 и т.н. Доказани са до 40 обертона, като първите 16 могат да бъдат нотирани на петолиние. Редът, в който се явяват се нарича натурален звукоред.
Ако изсвирите нотата Ла на третата струна върху второто прагче на китарата, това Ла би трябвало да бъде, в зависимост от настройката, приблизително честотата 440 Hz. Тази честота би била главната честота в звука и тази, която е най-доловима и тя се нарича основна честота. Освен тази честота обаче, китарата ще произведе и много други различни честоти, някои от които са по-високи и някои от които са по-ниски. Това се получава, защото освен вибрациите на струната, съществуват и вибрациите на инструмента, на части от инструмента, а и вибрации на самата струна, които са различни от това, което се очаква. Тези други честоти се наричат „обертонове“. На английски думата „overtone“ („над-тон“) се използва за честоти, които са по-големи от основната честота, а думата „undertone“ („под-тон“) се използва за честоти, които са по-малки от основната честота.
Една честота в звука, която е различна от основната честота на този звук, се нарича обертон.
Обертоновете понякога се наричат и „частични вълни“.
Обертоновете са важни, понеже дават различни характеристики на звука (определят тембъра на звука). Обертоновете са причината различните инструменти да звучат различно даже и когато свирят една и съща нота. При някои инструменти например обертоновете са доста явни, като при някои духови инструменти и при томовете. Някои инструменти произвеждат обертонове, които присъстват в звука на този инструмент винаги, независимо от коя нота се свири. Един такъв обертон се нарича формант и е доста важен за тембъра на инструмента.
Някои инструменти произвеждат хармоници, които са едни приятно звучащи обертонове. Един обертон обаче не е задължително хармоничен и може да бъде нехармоничен. Хармоничните обертонове са тези, честотите на които са равни на основната честота, умножена по цели числа (хармоничните обертонове на 440 Hz например са 880 Hz, 1320 Hz, 1760 Hz и така нататък). Нехармоничните обертонове са тези, също така наречени „частични обертонове“, са обертонове, които не могат да се получат, като се умножи основната честота по целите числа.